# Cruz de Long Tan
La Cruz de Long Tan es un monumento en Vietnam que fue erigido por el 6.º batallón del Regimiento Real de Australia el 18 de agosto de 1969 para marcar el sitio de la batalla de Long Tan, que se libró tres años antes (el 18 de agosto de 1966) durante la guerra de Vietnam (1955‑1975).
Tras la victoria comunista en 1975, la cruz original se retiró del lugar, y desde 1984 se encuentra en exhibición en el Museo de la Provincia de Dong Nai.
A fines de los años 1980, se erigió en el campo de batalla una réplica de la cruz, que es visitada frecuentemente por los veteranos australianos de la guerra de Vietnam.